# Đorđe Berak
Đorđe Berak, bosanskohercegovski violinist, * 1976, Sarajevo.
Violino je študiral na Akademiji za glasbo v Sarajevu. Izpopolnjeval se je na mojstrskih tečajih pri Maksimu Vengerovu, Yehudiju Menjuhinu, leta 2005 pa pri Pavlu Vernikovu v Portogruaru. Med šolanjem je prejel več nagrad. Do leta 1998 je bil zaposlen v Sarajevski filharmoniji, od leta 1998 v orkestru SNG Opera in balet Ljubljana, je član komornega ansambla »Slovenicum« in od istega leta redno honorarno sodeluje v Simfoničnem orkestru RTV Slovenija. Zadnja leta je profesor na glasbeni šoli Vrhnika, predsednik Društva glasbenikov Evrope in umetniški vodja komornega ansambla Solisti Internazionali. Trenutno deluje tudi kot ustanovitelj in ponosni dirigent Koroškega simfoničnega orkestra in s svojim vodenjem navdihuje mlade glasebenike.